# Eustala clavispina
Eustala clavispina là một loài nhện trong họ Araneidae.
Loài này thuộc chi Eustala. Eustala clavispina được Octavius Pickard-Cambridge miêu tả năm 1889.